# Jiří Přibyl
Jiří Přibyl (* 15. ledna 1942) byl český a československý politik Komunistické strany Československa a poslanec Sněmovny národů Federálního shromáždění za normalizace.

## Biografie
K roku 1971 se profesně uvádí jako svářeč. Ve volbách roku 1971 zasedl do české části Sněmovny národů (volební obvod č. 61 - Žďár nad Sázavou, Jihomoravský kraj). Ve FS setrval do konce funkčního období, tedy do voleb roku 1976.